# Ecologia florestal

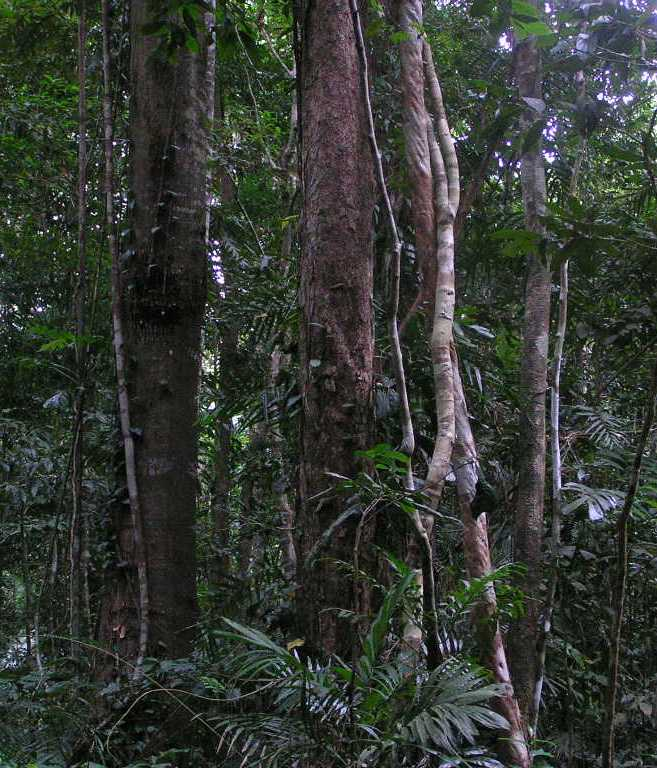
A floresta tropical Daintree em Queensland, Austrália

Ecologia florestal é o estudo científico dos padrões, processos, flora, fauna e ecossistemas interrelacionados nas florestas. O manejo das florestas é conhecido como engenharia florestal, silvicultura e manejo florestal. Um ecossistema florestal é uma unidade florestal natural que consiste em todas as plantas, animais e microrganismos (componentes bióticos) daquela área funcionando em conjunto com todos os fatores físicos (abióticos) não vivos do ambiente.

## Importância
As florestas têm um papel extremamente importante a desempenhar no ecossistema global. As florestas produzem aproximadamente 28% do oxigênio da Terra (a grande maioria é criada pelo plâncton oceânico), também servem de lar para milhões de pessoas e milhares de milhões dependem de alguma forma das florestas globais. Da mesma forma, uma grande proporção das espécies animais do mundo vive em florestas, que também são utilizadas para fins econômicos, como combustível e produtos de madeira. A ecologia florestal tem, portanto, um grande impacto sobre toda a biosfera e sobre as atividades humanas que são sustentadas por ela.

### Abordagens

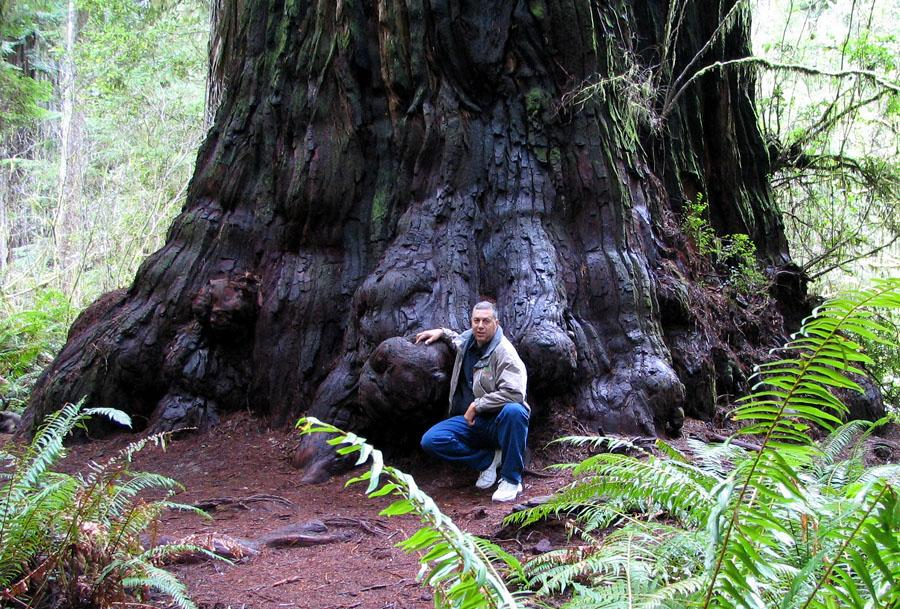
Árvore de sequoia na floresta do norte da Califórnia, onde muitas árvores são manejadas para preservação e longevidade

As florestas são estudadas em vários níveis organizacionais, desde o organismo individual até o ecossistema como um todo. No entanto, como o termo floresta conota uma área habitada por mais de um organismo, a ecologia florestal concentra-se na maioria das vezes no nível da população, comunidade ou ecossistema. Logicamente, as árvores são um componente importante da pesquisa florestal, mas a grande variedade de outras formas de vida e componentes abióticos na maioria das florestas significa que outros elementos, como a vida selvagem ou os nutrientes do solo, também são componentes cruciais.

## Diversidade e complexidade da comunidade

Declínio geral em um índice de especialistas florestais para 268 espécies de vertebrados florestais (455 populações), 1970–2014, da publicação da Organização para Alimentação e Agricultura, Estado das Florestas Globais de 2020. Florestas, biodiversidade e pessoas – Em resumo.

Como as árvores podem crescer mais do que outras formas de vida vegetal, existe o potencial para uma grande variedade de estruturas florestais (ou fisionomias). O número infinito de possíveis arranjos espaciais de árvores de tamanhos e espécies variados cria um microambiente altamente complexo e diversificado no qual variáveis ambientais como radiação solar, temperatura, umidade relativa e velocidade do vento podem variar consideravelmente em grandes e pequenas distâncias. Além disso, uma proporção importante da biomassa de um ecossistema florestal é frequentemente subterrânea, onde a estrutura do solo, a quantidade e qualidade da água e os níveis de vários nutrientes do solo podem variar muito. Assim, as florestas são frequentemente ambientes altamente heterogêneos em comparação com outras comunidades de plantas terrestres. Esta heterogeneidade, por sua vez, pode permitir uma grande biodiversidade de espécies de plantas e animais. Algumas estruturas, como os fetos arbóreos, podem ser espécies-chave para uma ampla gama de outras espécies.
Vários fatores dentro da floresta afetam a biodiversidade; Os principais fatores que aumentaram a abundância da vida selvagem e a biodiversidade foram a presença de diversas espécies de árvores na floresta e a ausência de gestão de madeira mesmo antiga. Técnicas de manejo florestal que imitam eventos de perturbação natural (silvicultura de retenção variável) podem permitir que a diversidade da comunidade se recupere rapidamente para uma variedade de grupos, como os besouros.

### Facilitação ecológica
Nas florestas, árvores e arbustos costumam servir como plantas nutritivas que facilitam o estabelecimento e o crescimento de mudas de plantas de sub-bosque. A copa da floresta protege as plantas jovens do sub-bosque de temperaturas extremas e condições de seca. Outro grande exemplo de facilitação ecológica comum nas florestas é a rede micorrízica, que consiste em fungos e plantas que compartilham relações simbióticas. Através da rede micorrízica, os recursos podem ser transmitidos de planta para planta.

### Potencial ecológico de espécies florestais
O potencial ecológico de uma determinada espécie é uma medida da sua capacidade de competir eficazmente numa determinada área geográfica, à frente de outras espécies, uma vez que todas tentam ocupar um espaço natural. Para algumas áreas foi quantificado, como por exemplo por Hans-Jürgen Otto, para a Europa Central. Ele leva três grupos de parâmetros:
1. Relacionados aos requisitos do local: Ttolerância a baixas temperaturas e ao clima seco, além de frugalidade;
2. Qualidades específicas: tolerância à sombra, crescimento em altura, estabilidade, longevidade, capacidade de regeneração;
3. Riscos específicos: resistência ao congelamento tardio, a tempestades de vento/gelo, ao fogo e a agentes bióticos.

Cada parâmetro é pontuado entre 0 e 5 para cada espécie considerada e, em seguida, é calculado um valor médio global. Um valor acima de 3,5 é considerado alto, abaixo de 3,0 é considerado baixo e intermediário para aqueles intermediários. Neste estudo Fagus sylvatica obteve pontuação de 3,82, Fraxinus excelsior 3,08 e Juglans regia 2,92; e são exemplos das três categorias.

## Fluxos de matéria e energia

### Fluxo de energia

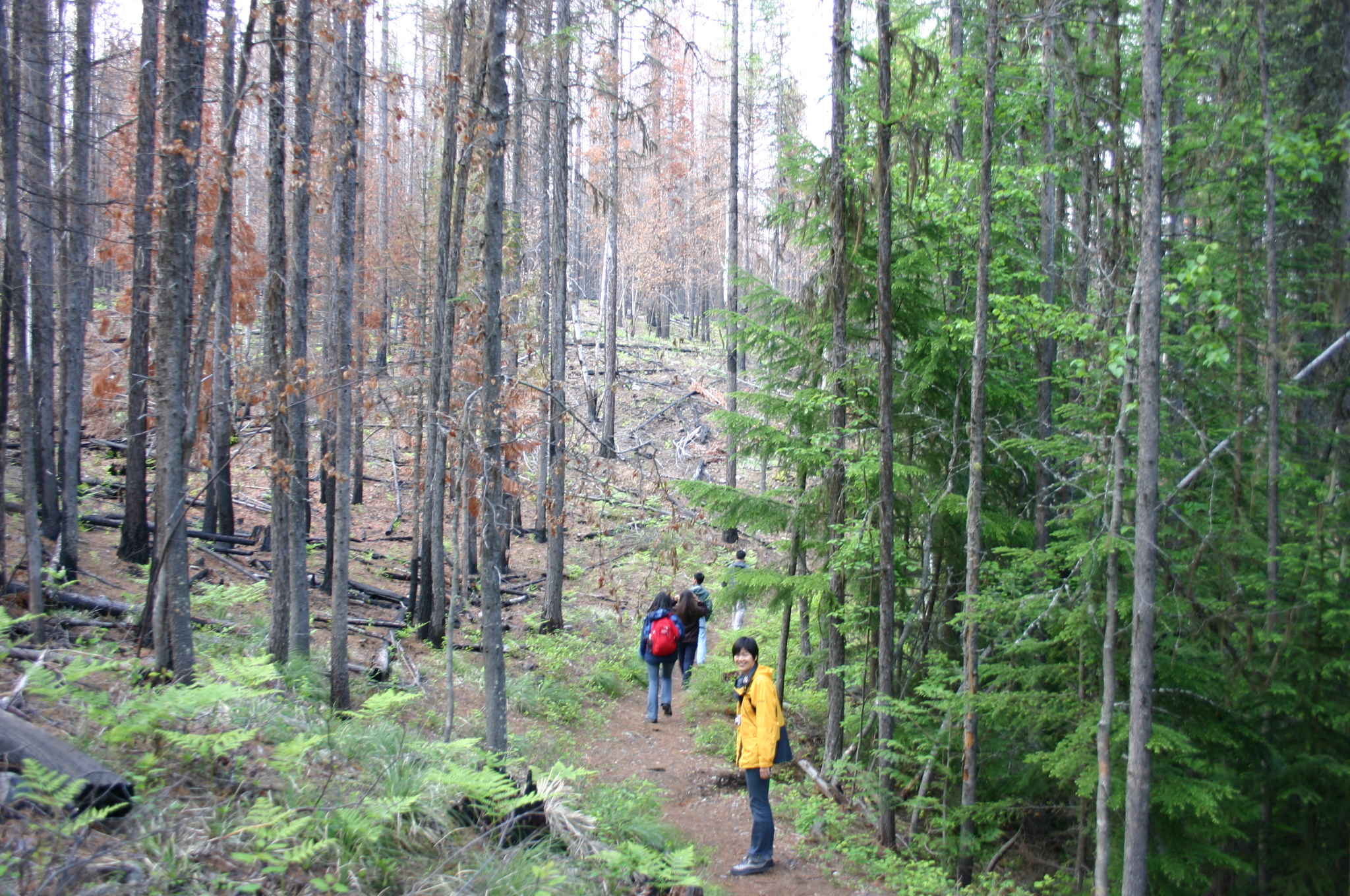
Os ecologistas florestais estão interessados nos efeitos de grandes perturbações, como os incêndios florestais. Montana, Estados Unidos.

As florestas do mundo contêm cerca de 606 gigatoneladas de biomassa viva (acima e abaixo do solo) e 59 gigatoneladas de madeira morta.

### Água
As árvores florestais armazenam grandes quantidades de água devido ao seu grande tamanho e características anatômicas/fisiológicas. São, portanto, importantes reguladores dos processos hidrológicos, especialmente aqueles que envolvem a hidrologia das águas subterrâneas e a evaporação local e os padrões de precipitação/neve. Estima-se que 399 milhões de hectares de floresta sejam designados principalmente para a proteção do solo e da água, um aumento de 119 milhões de hectares desde 1990.

### Morte e regeneração

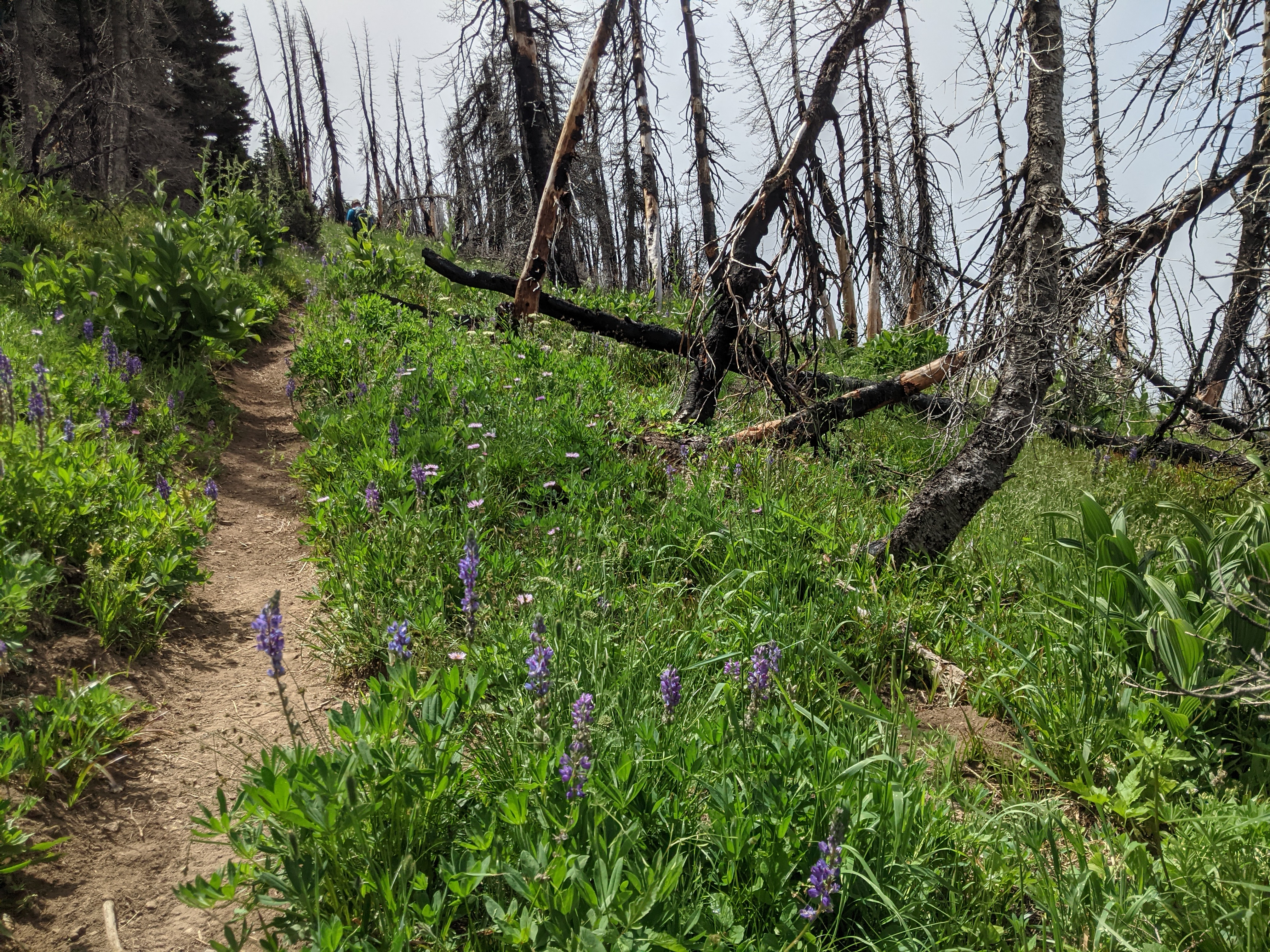
Recuperação florestal após um incêndio florestal, Cordilheira das Cascatas, Estados Unidos

O material lenhoso, muitas vezes referido como detritos lenhosos grossos, decai de forma relativamente lenta em muitas florestas em comparação com a maioria dos outros materiais orgânicos, devido a uma combinação de fatores ambientais e da química da madeira (ver lignina).
Algumas árvores deixam esqueletos misteriosos após a morte. Na realidade, essas mortes são muito poucas em comparação com a quantidade de mortes de árvores que passam despercebidas. Milhares de mudas podem ser produzidas a partir de uma única árvore, mas apenas algumas conseguem realmente crescer até a maturidade. A maioria dessas mortes é causada pela competição por luz, água ou nutrientes do solo, o que é chamado de desbaste natural. Mortes singulares causadas pelo desbaste natural passam despercebidas, mas muitas mortes podem ajudar a formar ecossistemas florestais. Existem quatro estágios para o crescimento da floresta após um distúrbio: a fase de estabelecimento que é o rápido aumento das mudas, a fase de desbaste que ocorre após a formação de um dossel e a morte das mudas cobertas por ele, a fase de transição que ocorre quando uma árvore do dossel morre e cria um bolsão de luz dando oportunidade de crescimento a novas mudas e, por último, a fase de estado estacionário que ocorre quando a floresta tem árvores de tamanhos e idades diferentes.